# Claire Roman
Claire Roman (nascida Claire-Henrietta Emilia Chambaud; Mulhouse, 25 de março de 1906 – Salvezines, 8 de agosto de 1941) foi uma aviadora francesa. Na década de 1930, ela participou em provas de velocidade e quebrou o recorde mundial de altitude e velocidade; além disso, também completou um voo de longa distância para a Índia. Durante a Segunda Guerra Mundial Roman serviu na Força Aérea Francesa e foi capturada pelos alemães. Ela escapou e continuou a voar até à sua morte, em 1941, como passageira num voo civil que se despenhou devido ao mau tempo que apanhou aquando da viagem.